# Two Dinky Little Dramas of a Non-Serious Kind
Two Dinky Little Dramas of a Non-Serious Kind è un cortometraggio muto del 1914 diretto da George Ade che ne firma anche la sceneggiatura. Il film è interpretato da Wallace Beery e Robert Bolder.

## Produzione
Il film fu prodotto dalla Essanay Film Manufacturing Company.

## Distribuzione
Distribuito dalla General Film Company, il film - un cortometraggio di una bobina - uscì nelle sale cinematografiche USA il 30 dicembre 1914.